# Thysanoessa raschii
El kril ártico (Thysanoessa raschii) es una especie de crustáceo malacostráceo del orden Euphausiacea; es una de las especies más comunes de kril del océano Ártico y del Subártico. Pueden alcanzar unos 20-25 mm de longitud y son sexualmente maduros por encima de los 14 mm. Su hábitat se encuentra habitualmente en torno a los 200 m de profundidad, con una migración diurna entre los 50-200 metros durante el día y entre 0-100 m por la noche.
Es una de las principales presas de varias especies, incluyendo aves marinas, peces planctívoros y ballenas barbadas. En la isla de St. Lawrence, Alaska, es el principal componente de la dieta de la alcita crestada (Aethia cristatella), con el 66% de su dieta por biomasa entre los años 2000 y 2004. También una presa habitual de pardelas y varias especies de gaviotas.
El kril ártico pasa por varias etapas en su desarrollo. Macdonald definió las características de catorce etapas, o 'furcilia'.